# ابتسام تريمش
ابتسام تريمش هي مجدفة تونسية وُلدت في 2 مارس 1982، ومثلت تونس في دورة الألعاب الأولمبية الصيفية عام 2000، وفي في دورة الألعاب الأولمبية الصيفية عام 2004 حيث شاركت في منافسات فردي التجديف للسيدات، قبل أن تعتزل ممارسة اللعبة، وتُصبح مدربة للمنتخب التونسي للتجديف للسيدات.

## المشاركات والميداليات
شاركت ابتسام تريمش في عام 2000 في دورة الألعاب الأولمبية الصيفية التي أقيمت بمدينة سيدني في أستراليا. وفي عام 2004، عادت ابتسام تريمش لتشارك مرة أخرى في دورة الألعاب الأولمبية الصيفية التي أقيمت في مدينة أثينا باليونان، وكانت المُشاركة الوحيدة من تونس في منافسات رياضة التجديف، ولكنها لم تتأهل للدور النهائي من البطولة بعدما احتلت في الدور الأول المركز الأخير في المجموعة الثانية. وفي عام 2005، شاركت ابتسام تريمش في بطولة أفريقيا للتجديف وحصلت على الميدالية الذهبية في منافسات التجديف الفردي خفيف الوزن للسيدات، وفي عام 2007 شاركت في دورة الألعاب الأفريقية التي أقيمت في مدينة الجزائر بالجزائر، وتمكنت من إحراز ميداليتين هما الميدالية الذهبية في منافسات فردي التجديف خفيف الوزن والميدالية الفضية في منافسات فردي التجديف. وفي عام 2015، شاركت ابتسام تريمش في دورة ألعاب البحر الأبيض المتوسط الشاطئية التي أقيمت في مدينة ببسكارا بإيطاليا حيث نجحت في إحراز الميدالية الفضية في سباق التتابع المختلط، والميدالية البرونزية في منافسات سباق زوارق التجديف المزدوجة.